# The Beatles LOVE
A The Beatles LOVE (röviden csak LOVE) egy 2006-ban bemutatott színházi produkció, amely a Cirque du Soleil kanadai székhelyű cirkusztársulat és a The Beatles angol beatzenekar együttműködésével jött létre, ötvözve utóbbi zenéjét a Soleil kortárs cirkusz műfajú színpadi produkcióival. A műsor a las vegasi The Mirage-ban található, külön erre az alkalomra épített színházteremben tartja előadásait.
A The Beatles multimédia vállalatának, az Apple Corps-nak ez volt első színházi produkció, amibe betársult. A műsort Dominic Champagne írta és rendezte. A zenei igazgató George Martin, aki szinte az összes Beatles-kiadvány producere volt, fia, Giles Martin az előadás zenei producere. A show albuma 2006 novemberében jelent meg.
2007. június 26-án a Beatles élő tagjai, Paul McCartney és Ringo Starr, valamint George Harrison (Olivia Harrison) és John Lennon (Yoko Ono) özvegye a CNN Larry King Live című műsora keretein belül tekintették meg az előadást a Mirage-ban.

## Története
A The Beatles LOVE nem az első las vegasi Cirque du Soleil-show, amely a The Mirage-ban fut. 1993-ban a létesítmény adott otthont a Cirque du Soleil egyik hosszútávú műsorának, a Nouvelle Expérience-nek, melyet a Mirage parkolójában felállított sátorban adtak elő. Steve Wynn ekkor kérte fel a társulatot, hogy állítsák össze a Mystère című előadást, melyet a szomszédjában hamarosan felépülő Treasure Island attrakciójának szánt. A Cirque du Soleil 2006-ban tért vissza a Mirage színpadjára, a The Beatles LOVE-val, amely a vállalat első olyan előadása volt, ami egy zenei előadó munkásságát veszi alapjául. Ezen az ötleten alapulva, a Soleil 2010-ben mutatta be a Viva Elvis című műsorát, amely Elvis Presley amerikai énekes életművén alapszik. Ugyan ebben az évben Michael Jackson hagyatékának kezelői és a Cirque du Soleil bejelentették, hogy Michael Jackson-tematikájú műsort készítenek. 2011 és 2014 között volt látható a Michael Jackson: The Immortal World Tour, majd az MGM Resorts International segítségével elkészült a 2013. május 25-én bemutatott Michael Jackson ONE című előadás, amely a The Beatles LOVE-hoz hasonlóan, szintén egy las vegai állandó show.
A LOVE projekt ötlete George Harrison és barátja, Guy Laliberté (a Cirque du Soleil egyik alapítója) között 2000-ben folytatott megbeszélések során merült fel. Három évig tartó tárgyalássorozat eredményeként, a Beatles még élő tagjai, Paul McCartney és Ringo Starr, valamint Olivia Harrison és Yoko Ono (George Harrison és John Lennon özvegyei), illetve az Apple Corps megállapodást kötött MGM Mirage képviselőivel.
A show első vezető producere az Apple Corps Ltd akkori vezetője Neil Aspinall volt, aki ezt posztot a Cirque du Soleil egyik alapítójával, Gilles Ste-Croix-el osztotta meg. Az előkészületek rendezője Chantal Tremblay volt. Az első jegyek 2006. április 19-én kerültek forgalomba. A előzetes előadások június 2. és 29. között futottak. Ekkor különböző változások történtek, a közönség reakcióját figyelembe véve, a zenét néhol megvágták vagy újabb szakaszokat tettek hozzá. A június 16-ai és a 17-ei műsoron Paul McCartney is részt vett. Az ünnepélyes megnyitó június 30-án került sor többek között McCartney, Ringo Starr, Yoko Ono, Cynthia Lennon, Julian Lennon, Olivia és Dhani Harrison, valamint George Martin részvételével. Ez volt a legnagyobb találkozás a zenekar feloszlása után.
2007. június 26-án McCartney, Starr, Olivia és Ono ismételten találkozott a show első évfordulója alkalmából a The Mirage-ban. A CNN Larry King Live című műsorának az előadás előtt adtak interjút. Egy emléktáblát is felavattak John Lennon és George Harrison emlékére.
2010. október végétől a Cirque du Soleil backstage túrát szervez a LOVE-színházban. A látogatók betekinthetnek a kulisszák mögé, megnézhetik a próbatermeket, a ruha műhelyt, a pihenőket és a hang- és fénytechnikai fülkéket is.

## Helyszín

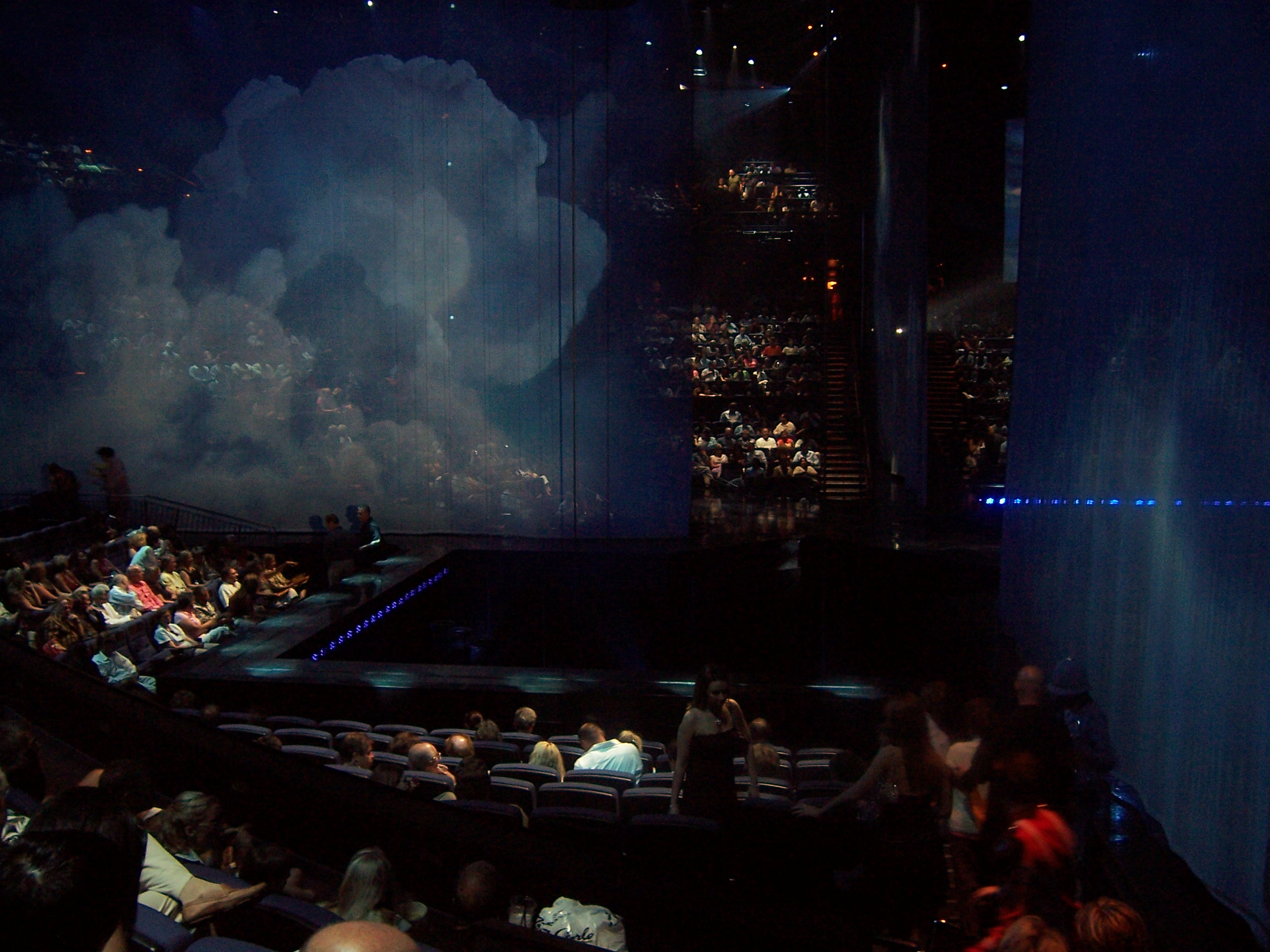
A LOVE színpadja az előadás kezdete előtt

A The Mirage-ban található LOVE-színházat a francia Jean Rabasse tervezte. A központi színpad körül 6341 hangszóró és 2013 ülés található. Minden üléshez három hangszóró tartozik, beleértve a fejtámlában lévő párt is. A hangrendszert Jonathan Deans tervezte. A színpad, amit a nézőtér 360 fokban teljesen körbevesz, felülnézetből egy rombuszra hasonlít, ami merőben eltér megszokott a cirkuszokban megszokott kör alakú porondtól.
A LOVE-színház építése, amely Siegfried & Roy színházát váltotta fel, a Mirage szerint több mint 100 millió amerikai dollárba került.

## Történet
A nemzetközi szereplőgárda összesen 65 előadóból áll. Vannak köztük artisták, színészek, komikusok, táncosok és zenészek is. Minden dal az adott jelenet neve is egyben. Ilyen például a Lucy in the Sky with Diamonds (Lucy az égben gyémántokkal) című jelenet is, ahol Lucyt egy gurtni légtornász alakítja, partnere pedig egy tűzoltó, aki létrán egyensúlyoz és segít neki feljutni a levegőbe. A Help! (Segítség!) című jelenetben őrölt görkorcsolyások száguldanak két U alakú pályán.
Az előadásokat kedd és szerda kivételével minden nap 19:00 és 21:30 órai kezdettel tartják.

## Karakterek
Az előadás szereplőit a Beatles dalai ihlették.
- Doctor Robert
- Eleanor Rigby
- Father McKenzie
- The Fool
- Groupies
- Her Majesty
- Julia
- Liverpooli gyerekek
- Krishna
- Lady Madonna
- Lucy és a tűzoltó
- Mr. Piggy
- Nowhere Man
- Ápolók
- Tengerészek
- Sgt. Pepper
- Sugar Plum Fairy
- Teddy Boys
- Eggman

## Műsorszámok
A műsor különféle tánckoreográfiák, akrobatikus és légtornász produkciók összessége.
- Koreai kötél
- Orosz hinta
- Gurtni hajlékonyság
- Bungee
- Trambulin
- Latex kötél
- Görkorcsolya
- Spanyol web — Vertikális kötél
- Parkour szám

## Zene
Ellentétben a legtöbb Cirque du Soleil-produkcióval, amelyre az élő zene jellemző, a The Beatles LOVE előre felvett Beatles-anyagokat használ, legfőképp az Abbey Road Studios által bakelitlemezre írt dalokat. Az alkotók százharminc dal közül válogatták ki azt a huszonhatot, amiből felépül a zenés darab. A dalok keverednek, a szöveg és a hangszerelés is egymásba olvad. A show egyik zenei fénypontja a While My Guitar Gently Weeps új változata, melyet a műsor zeneszerzője George Martin írt.
A show albuma, amely szintén a Love címet kapta, 2006 novemberében jelent meg.
1. Because
2. Get Back
3. Glass Onion
4. Eleanor Rigby
5. I Am the Walrus
6. I Want to Hold Your Hand
7. Drive My Car / The Word / What You’re Doing
8. Gnik Nus
9. Something
10. Being for the Benefit of Mr. Kite! / I Want You (She’s So Heavy) / Helter Skelter
11. Help!
12. Blackbird / Yesterday
13. Strawberry Fields Forever
14. Within You Without You / Tomorrow Never Knows
15. Lucy in the Sky with Diamonds
16. Octopus’s Garden
17. Lady Madonna
18. Here Comes the Sun
19. Come Together / Dear Prudence
20. Revolution
21. Back in the U.S.S.R.
22. While My Guitar Gently Weeps
23. A Day in the Life
24. Hey Jude
25. Sgt. Pepper’s Lonely Hearts Club Band (Reprise)
26. All You Need Is Love

## Hang és Kép
- The Beatles LOVE előzetes (2011)

## Fordítás
Ez a szócikk részben vagy egészben  a   Love (Cirque du Soleil) című angol Wikipédia-szócikk fordításán alapul.  Az eredeti cikk szerkesztőit annak laptörténete sorolja fel. Ez a jelzés csupán a megfogalmazás eredetét és a szerzői jogokat jelzi, nem szolgál a cikkben szereplő információk forrásmegjelöléseként.